# Charles McCallister
Charles McCallister   (Madison, 14 d'octubre de 1903 - San Marino, 22 d'octubre de 1997) va ser un waterpolista estatunidenc que va competir durant les dècades de 1920 i 1930.
El 1932 va prendre part en els Jocs Olímpics de Los Angeles, on va guanyar la medalla de bronze en la competició de waterpolo. Quatre anys més tard, als Jocs de Berlín, quedà eliminat en la primera ronda en la mateixa competició.